# Ай-Йори (гора)
Ай-Йо́ри (укр. Ай-Йорі, крымскотат. Ay Yori, Ай Йори) — горная вершина в Крыму, в северо-восточной части массива Бабуган-яйла, один из отрогов горы Чамны-Бурун. 

## Описание
Является частью Главной гряды Крымских гор, имеет высоту 572 м. Расположена на территории городского округа Алушта. Скалы Ай-Йори представляют собой интрузивный массив, сложенный плагиогранит-порфирами и, в северной, части тоналит-порфирами. 
На западном склоне расположен слабоминерализованный и считающийся целебным родник Ай-Йори, исток одноимённой реки. В наше время гора — популярный туристический объект.

## История
Название в переводе с крымскотатарского означает «святой Георгий» — видимо, имя сохранилось от существовавшей здесь некогда церкви Св. Георгия, построенной при средневековом укреплении (исаре), входившем с дальнюю округу княжества Феодоро. От исара, расположенного на вершине скалы, сохранились развалины стен высотой от 0,2 до 3 метров, при общей длине 120 м. Время жизни укрепления, на котором не проводилось подробных раскопок, датируется в широком промежутке от VII до XIII века и, возможно, до более позднего времени. Некоторые источники относят исар к древнеримскому времени, и даже к более раннему — эпохе тавров, чей храм Девы якобы находился на скале. 

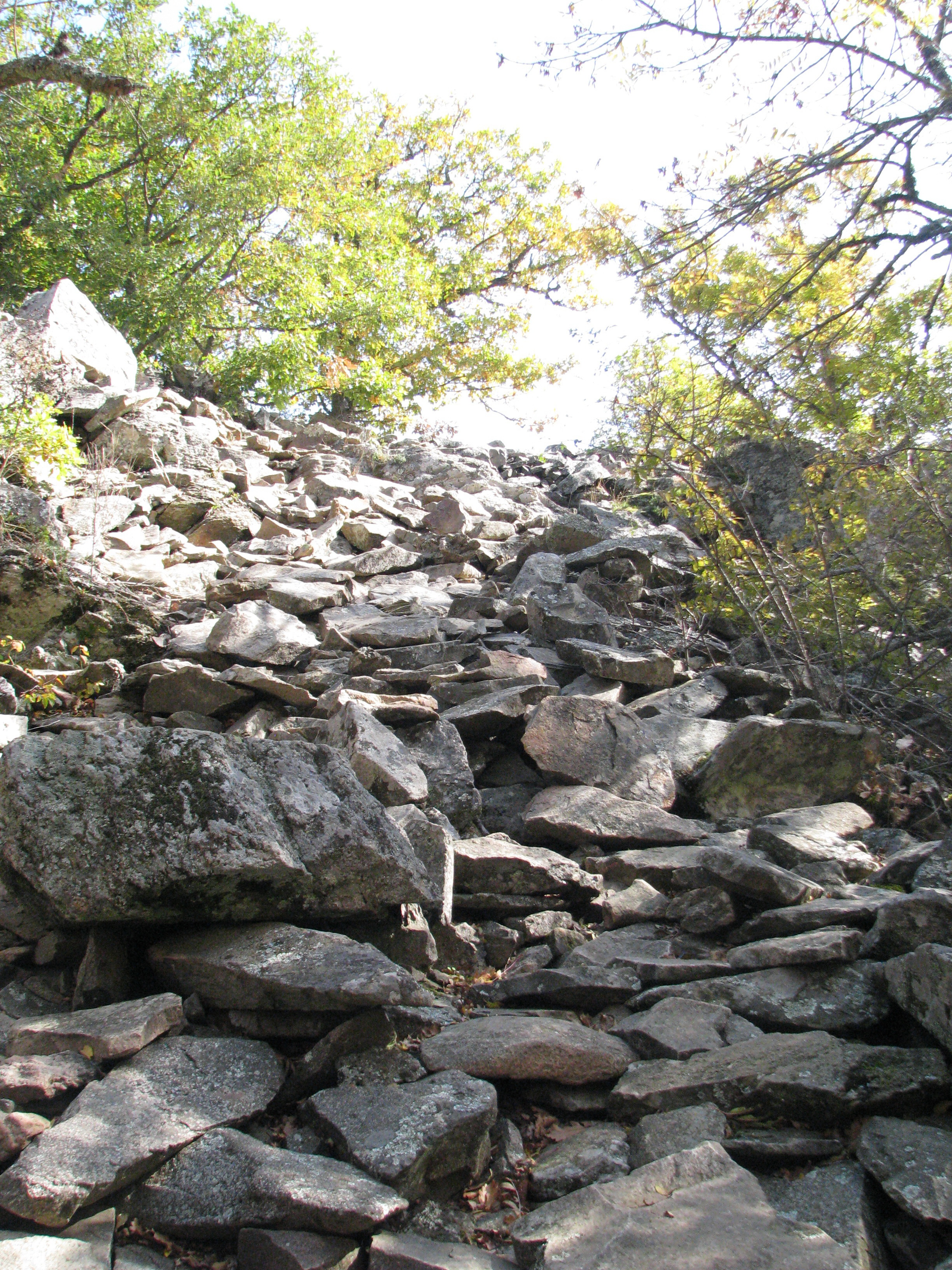
Остатки стен средневекового исара Ай-Йори
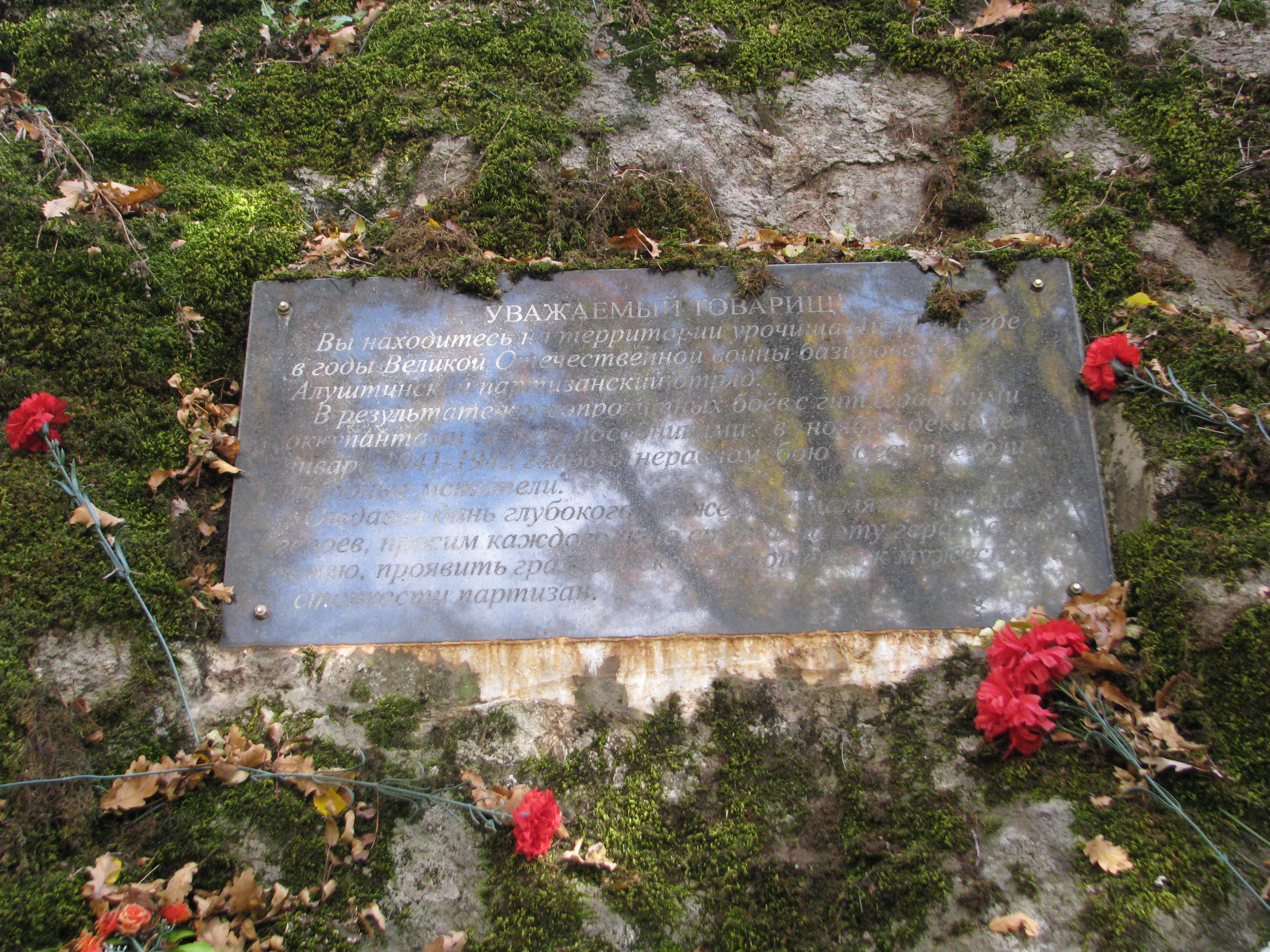
Памятная доска с историей урочища Ай-Йори
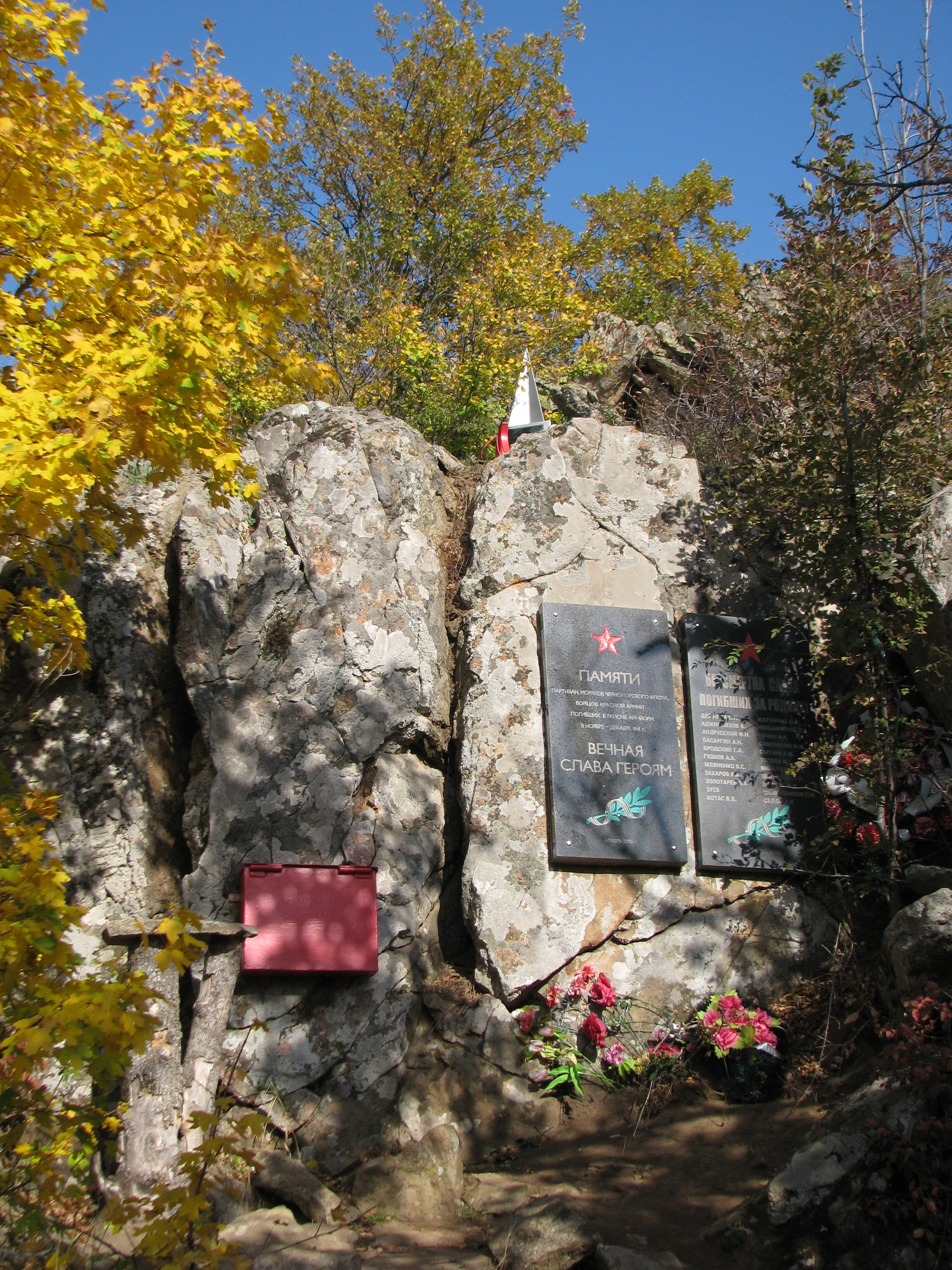
Памятные доски 2008 года и списки погибших партизан
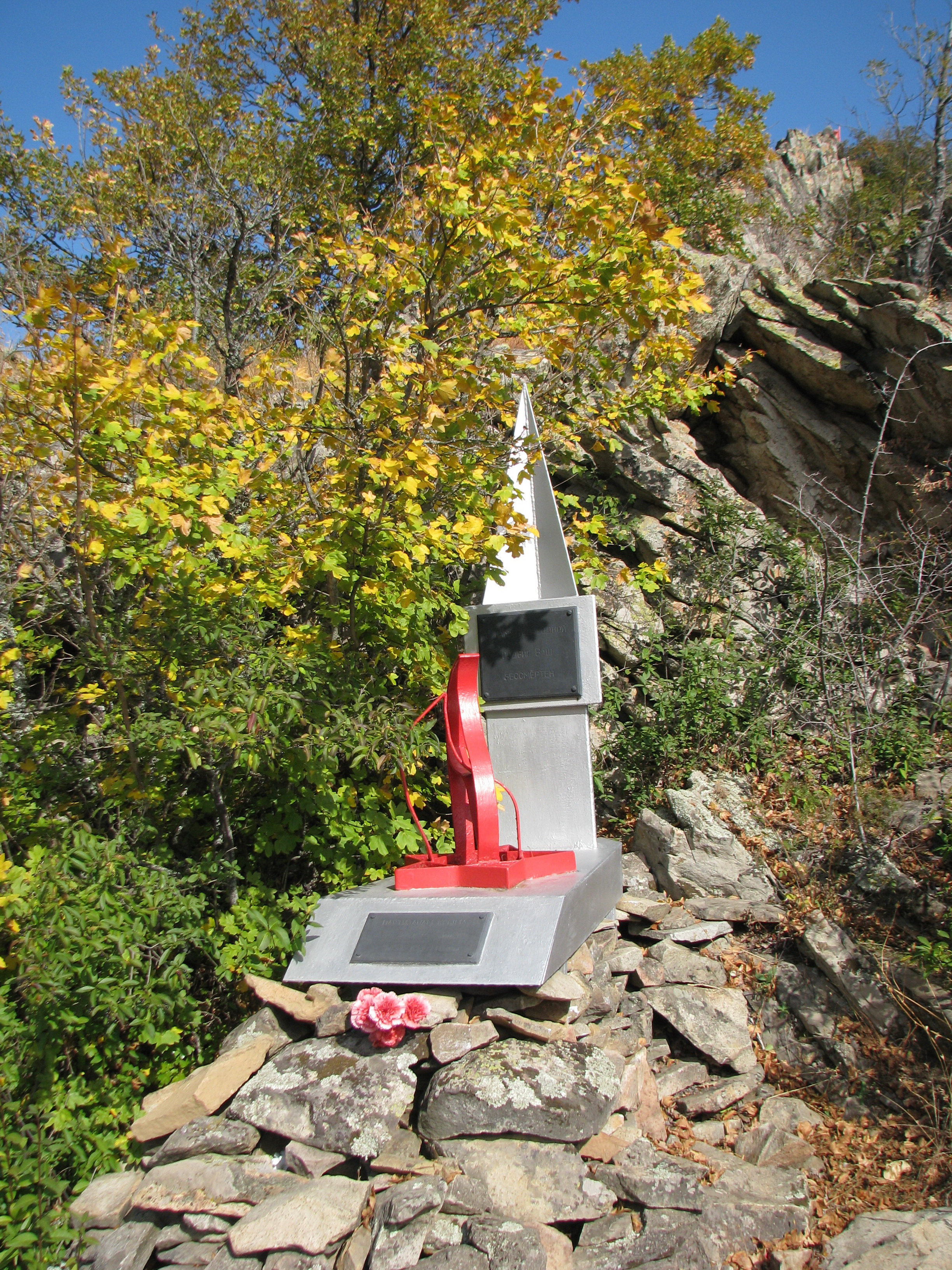
Памятник партизанам от учащихся школы №856, г.  Москва
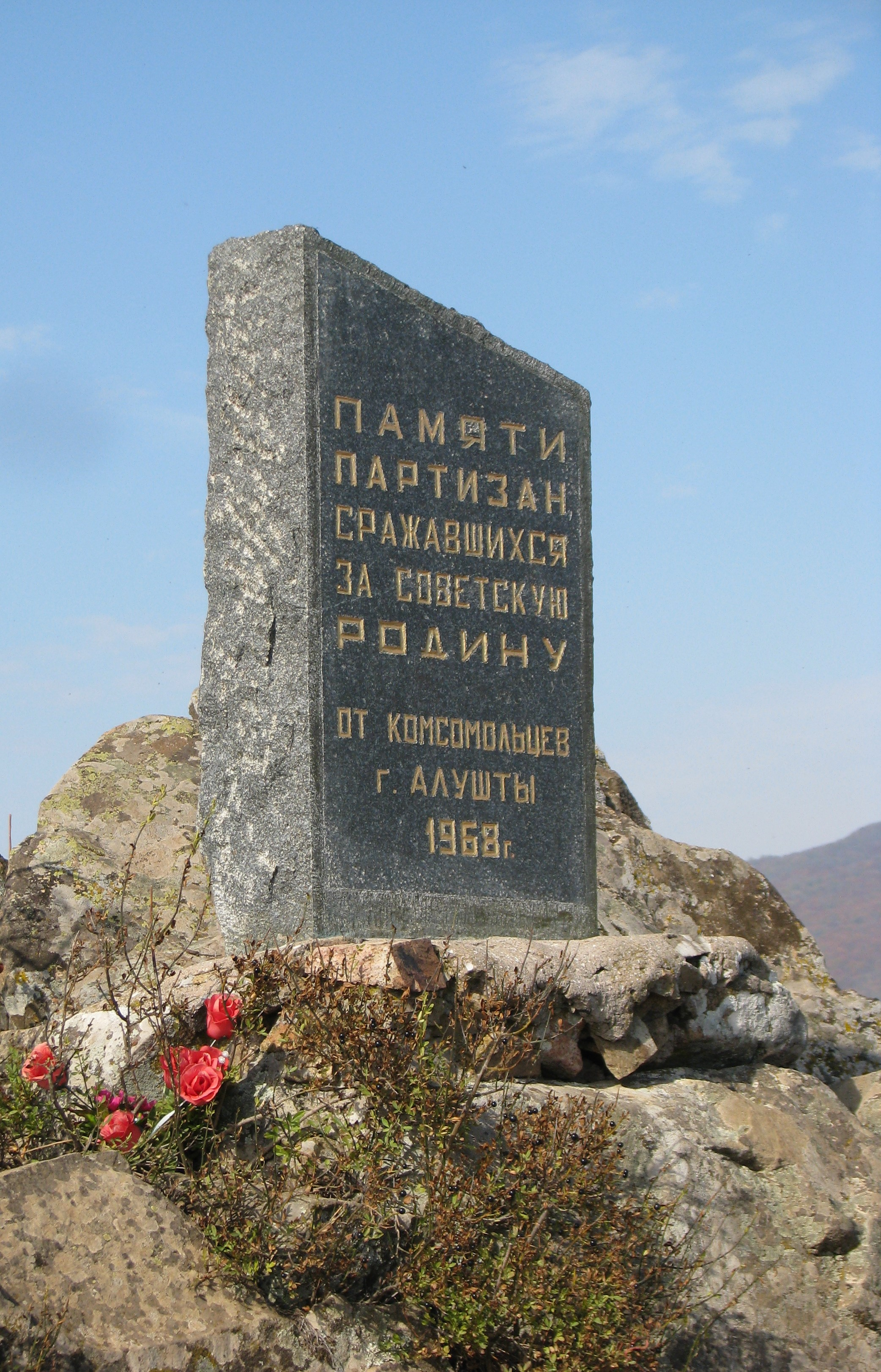
Памятник 1968 года от комсомольцев Алушты
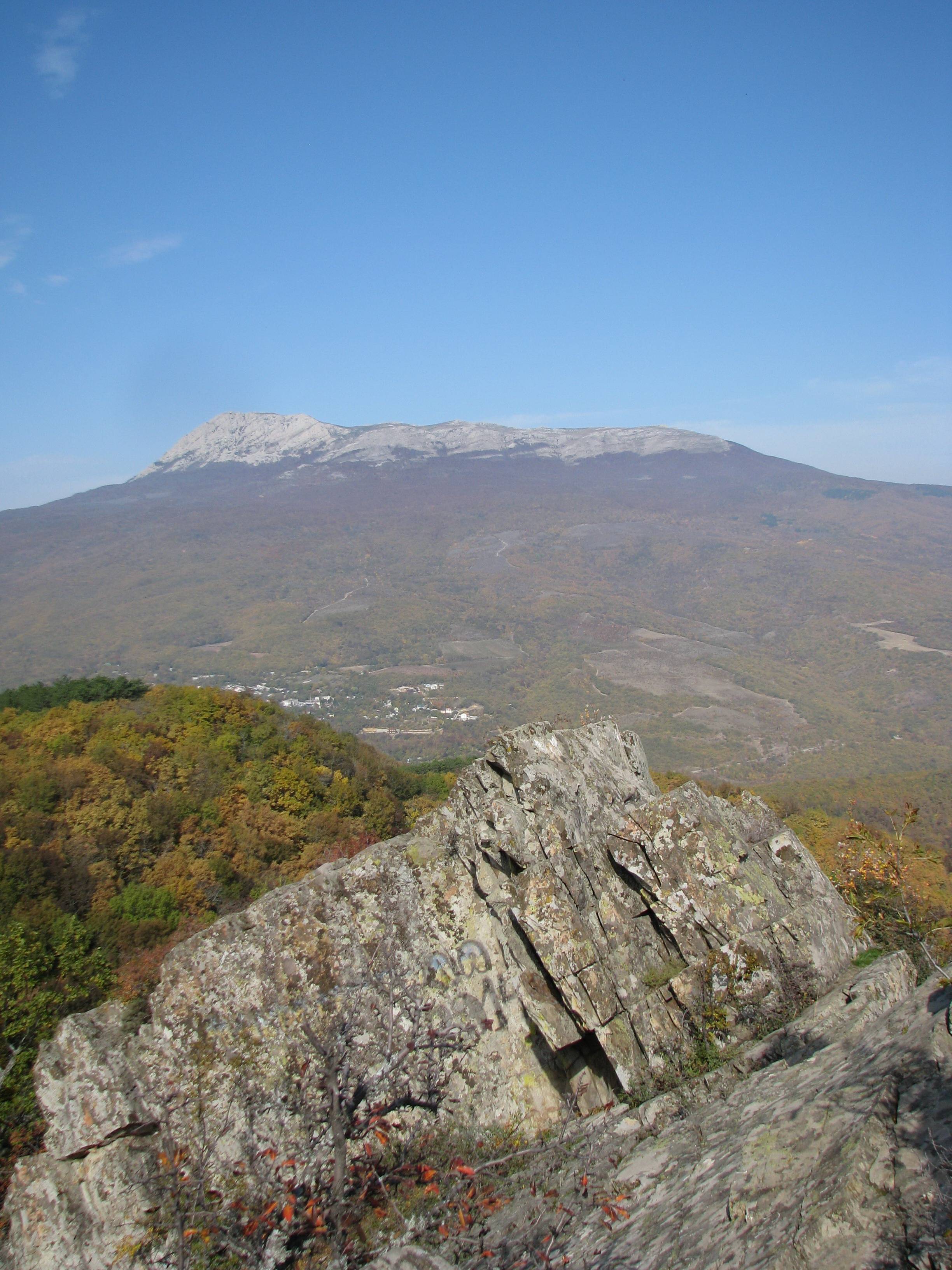
Ай-Йори, вид на Чатыр-Даг

В период оккупации в годы Великой Отечественной войны на Ай-Йори базировался Алуштинский партизанский отряд, и в память об этом в 1968 году здесь был установлен памятный знак.
26 ноября 1941 года лагерь отряда, где оставались несколько бойцов группы охранения, атаковали румынские солдаты. От полного разгрома спасло возвращение с операции боевой группы под командованием комиссара В. Ерёменко. Враг отошёл. Руководство отряда сочло опасным оставаться здесь. Бойцы поднялись выше в горы, на Бабуган-яйлу, где находились кошары. Но командование третьего партизанского района расценило это решение едва ли не как трусость. Был дан приказ вернуться на место стоянки, тщательнее организовать охрану, это стало трагической ошибкой. 3 декабря 1941 года, когда основная группа партизан отряда отдыхала после ночных рейдов, к лагерю подобрались фашисты. Завязался тяжёлый бой, который длился до самых сумерек. У партизан потери были в основном среди моряков-краснофлотцев группы Николая Матыщука. Они похоронены на склонах горы, но точные места не известны.